# Fabergé-Museum

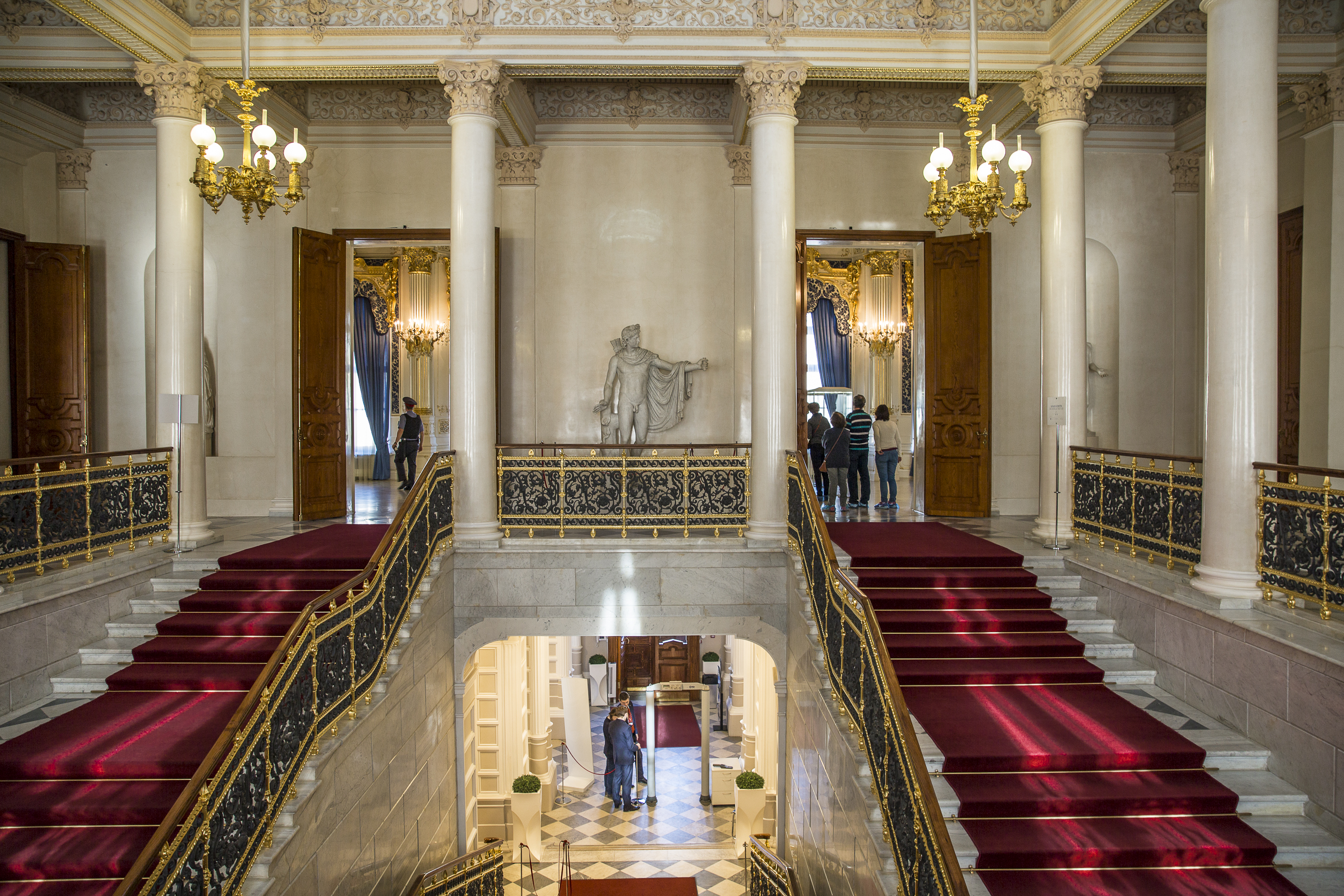
Treppenhaus des Museums

Das Fabergé-Museum in Sankt Petersburg ist ein von dem russischen Oligarchen Wiktor Wekselberg gegründetes und von seiner Link of Times Foundation getragenes privates Museum. Es dient der Ausstellung russischen Kulturguts, das von der Sowjetunion zur Devisenbeschaffung in das Ausland verkauft wurde. Das Museum befindet sich im Herzen von Sankt Petersburg im historischen Schuwalow-Palais am Ufer der Fontanka. Die Sammlung des Museums umfasst mehr als 4000 Objekte, darunter Gemälde, Goldschmiedearbeiten, Silbergeschirr, Bronzen und Porzellan. Herausragende Stücke sind neun „kaiserliche“ Fabergé-Eier, die in der Werkstatt Peter Carl Fabergés für die beiden letzten russischen Zaren Alexander III. und Nikolaus II. angefertigt wurden.

## Geschichte des Museums
Der Gedanke eines Museums für die Arbeiten von Peter Carl Fabergé kam Wiktor Wekselberg nach dem Kauf der Forbes-Sammlung im Jahr 2004. Die Sammlung gilt als weltweit größte Sammlung von Fabergé-Objekten und enthält neun „kaiserliche“ Fabergé-Eier. Seither baute Wekselbergs Stiftung Link of Times eine Sammlung von mehr als 4000 Arbeiten aus der Werkstatt Fabergés auf.
2006 begann die Stiftung Link of Times mit der Restaurierung des angemieteten Schuwalow-Palais aus dem 18. Jahrhundert, in dem das geplante Museum untergebracht werden sollte. Die Arbeiten zogen sich bis 2013 hin und brachten das Gebäude wieder in seinen historischen Zustand. Sie stellten die erste umfassende Renovierung des Palais in seiner mehr als 200-jährigen Geschichte dar. Das Fabergé-Museum wurde am 19. November 2013 feierlich eröffnet.

## Sammlung
Die bedeutendsten Stücke in der Sammlung des Museums sind neun „kaiserliche“ Fabergé-Eier, die im Jahr 2004 mit der weltweit bedeutendsten Fabergé-Sammlung für einen Kaufpreis von mehr als 100 Millionen US-Dollar aus dem Nachlass der US-amerikanischen Verlegers Malcolm Forbes erworben wurden. Seinerzeit war eine große internationale Auktion geplant, und Wiktor Wekselberg konnte sich kurz vor der Versteigerung mit dem Auktionshaus und den Eigentümern auf den Kauf der gesamten Sammlung verständigen. Zu diesen Spitzenstücken kommt die Überraschung aus dem verschollenen Mauve-Ei von 1897, zwei Eier von „kaiserlicher Qualität“, die an Privatpersonen verkauft wurden, zwei der sieben „Kelch-Eier“, die von dem russischen Unternehmer Alexander Kelch für seine Ehefrau Warwara Kelch-Bazanova gekauft wurden, und zwei weitere historische Fabergé-Eier, die gemeinsam im Blauen Salon des Museums ausgestellt werden.

### Fabergé-Eier in der Sammlung

„kaiserliche“ Eier
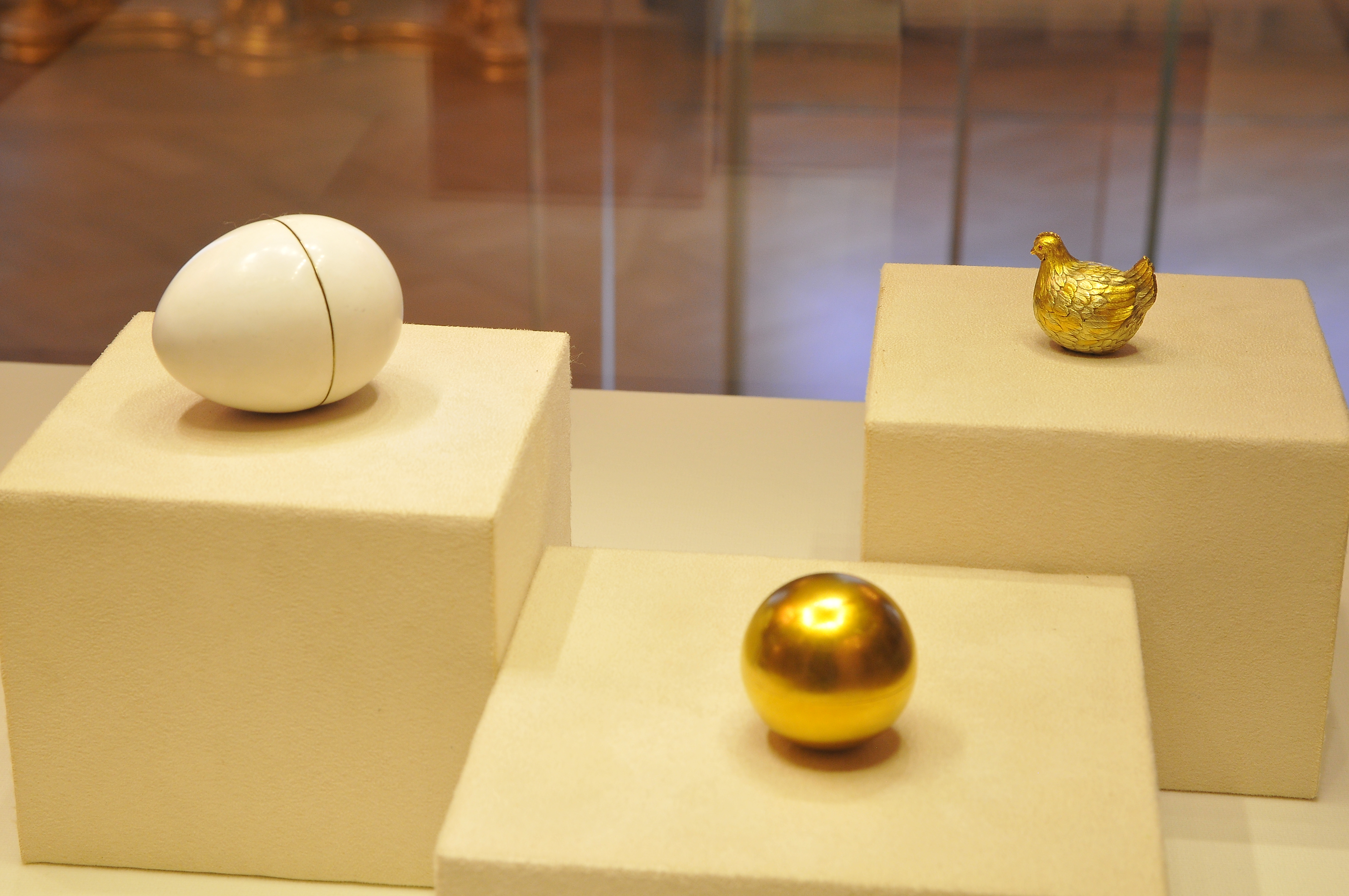
Erstes Hennen-Ei (1885)
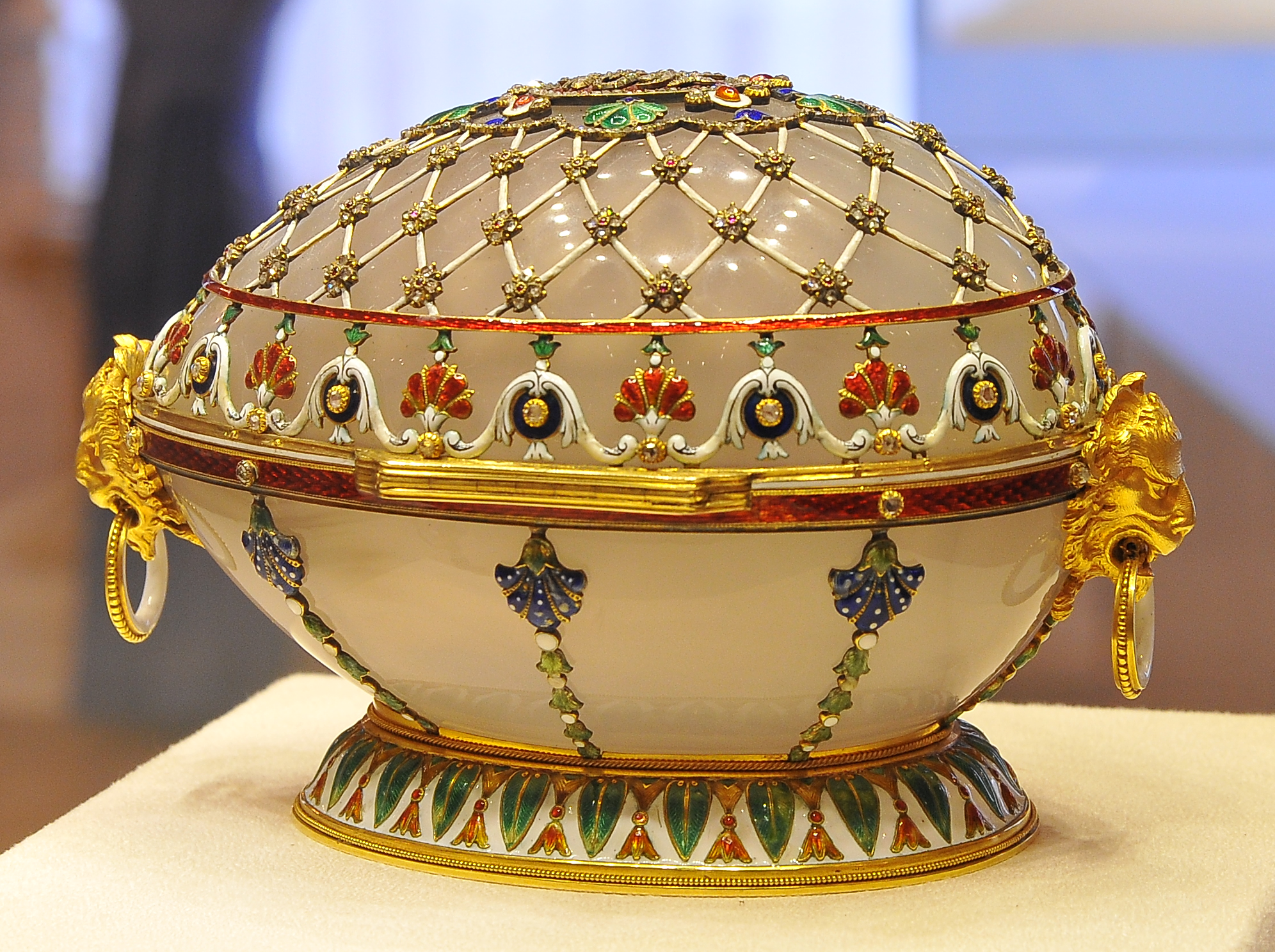
Renaissance-Ei (1894)
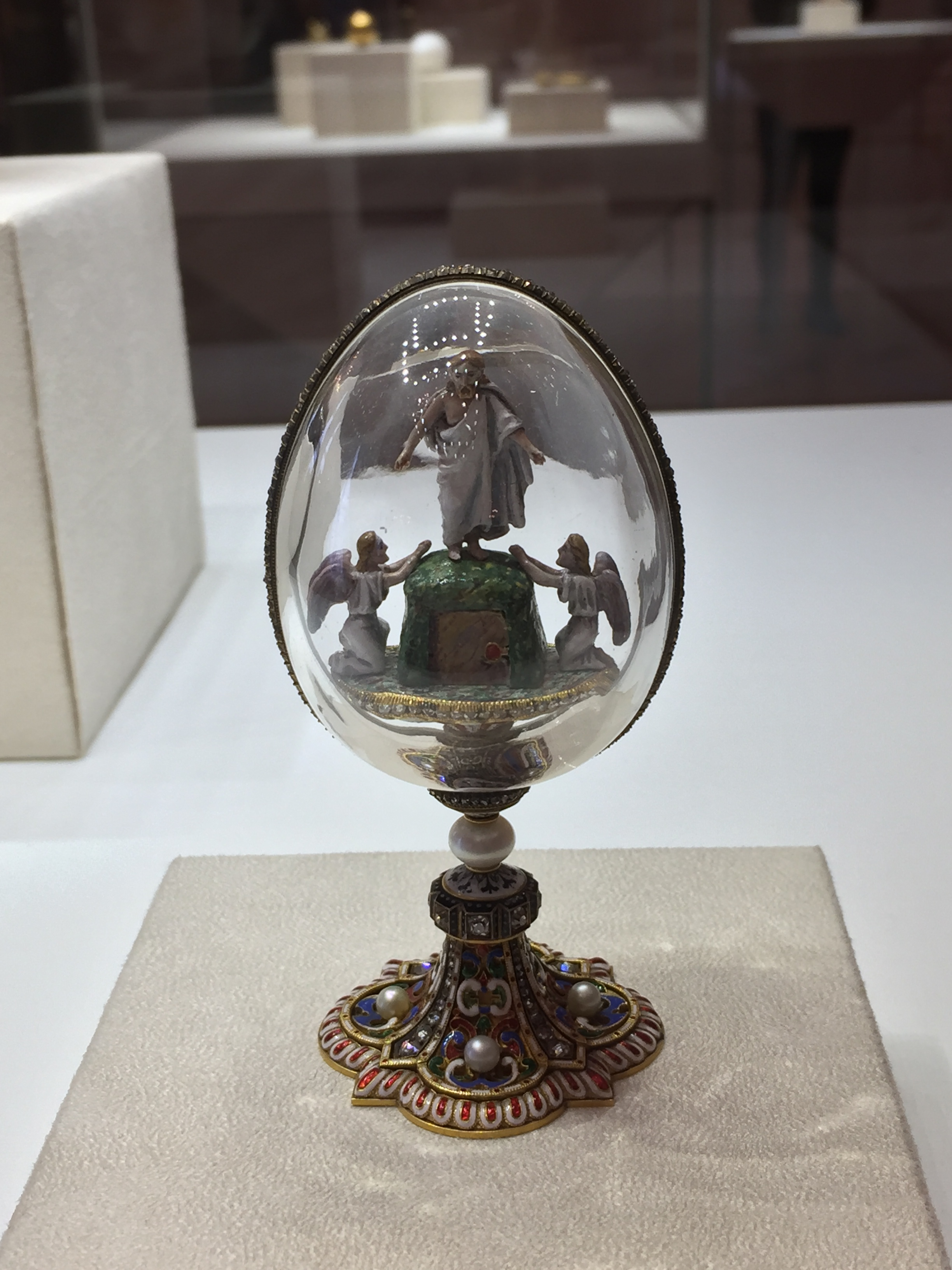
Auferstehungs-Ei, Überraschung des Renaissance-Eis
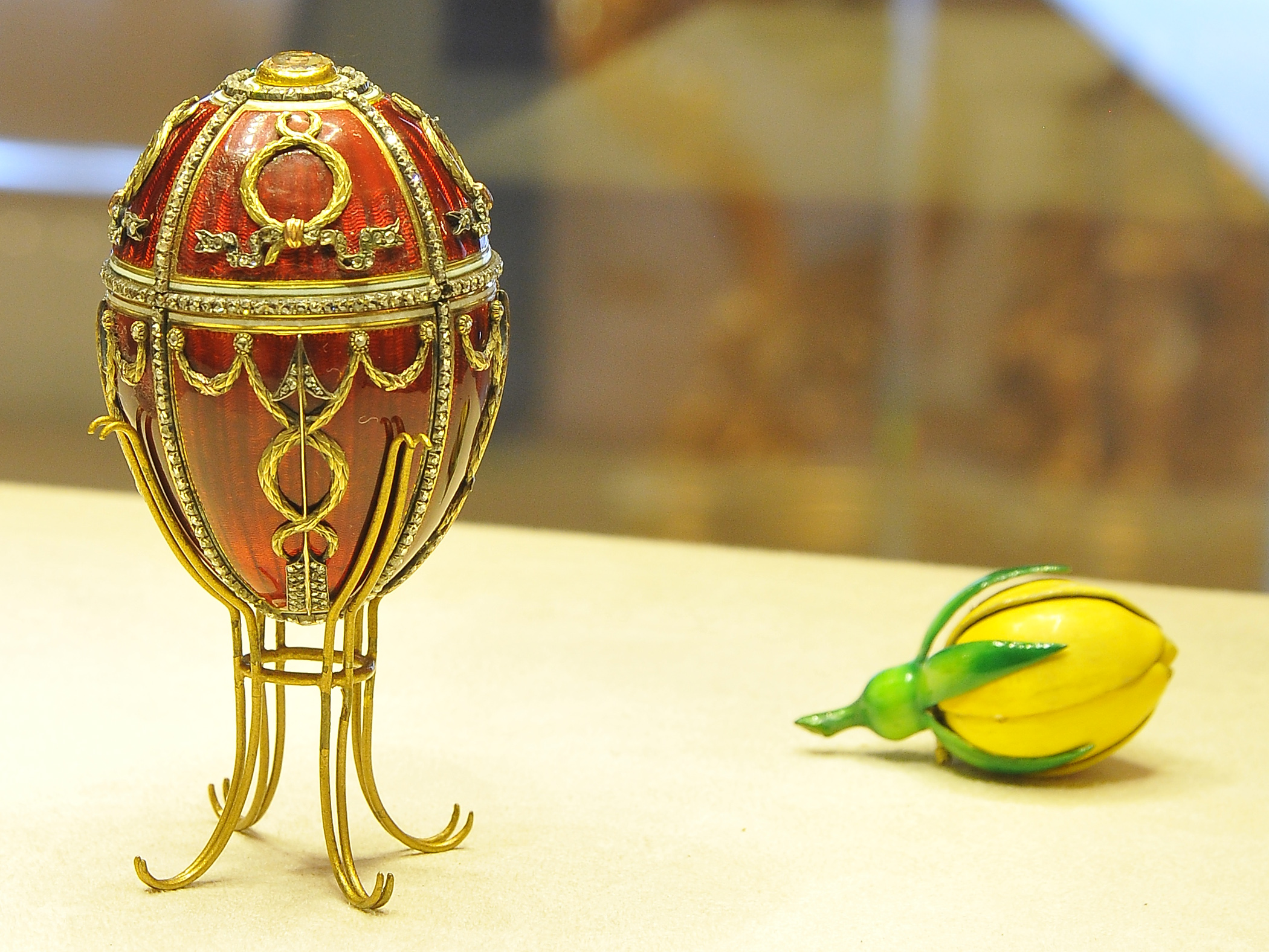
Rosenknospen-Ei (1895)
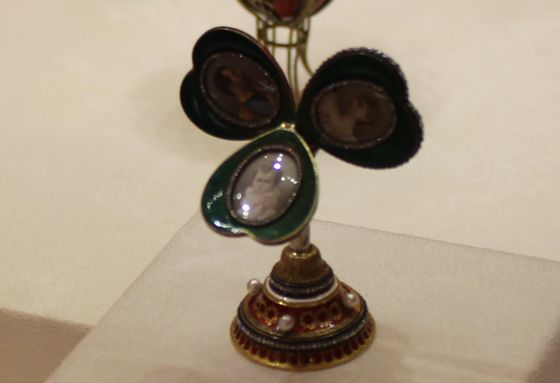
Mauve-Ei (1897, nur Überraschung)
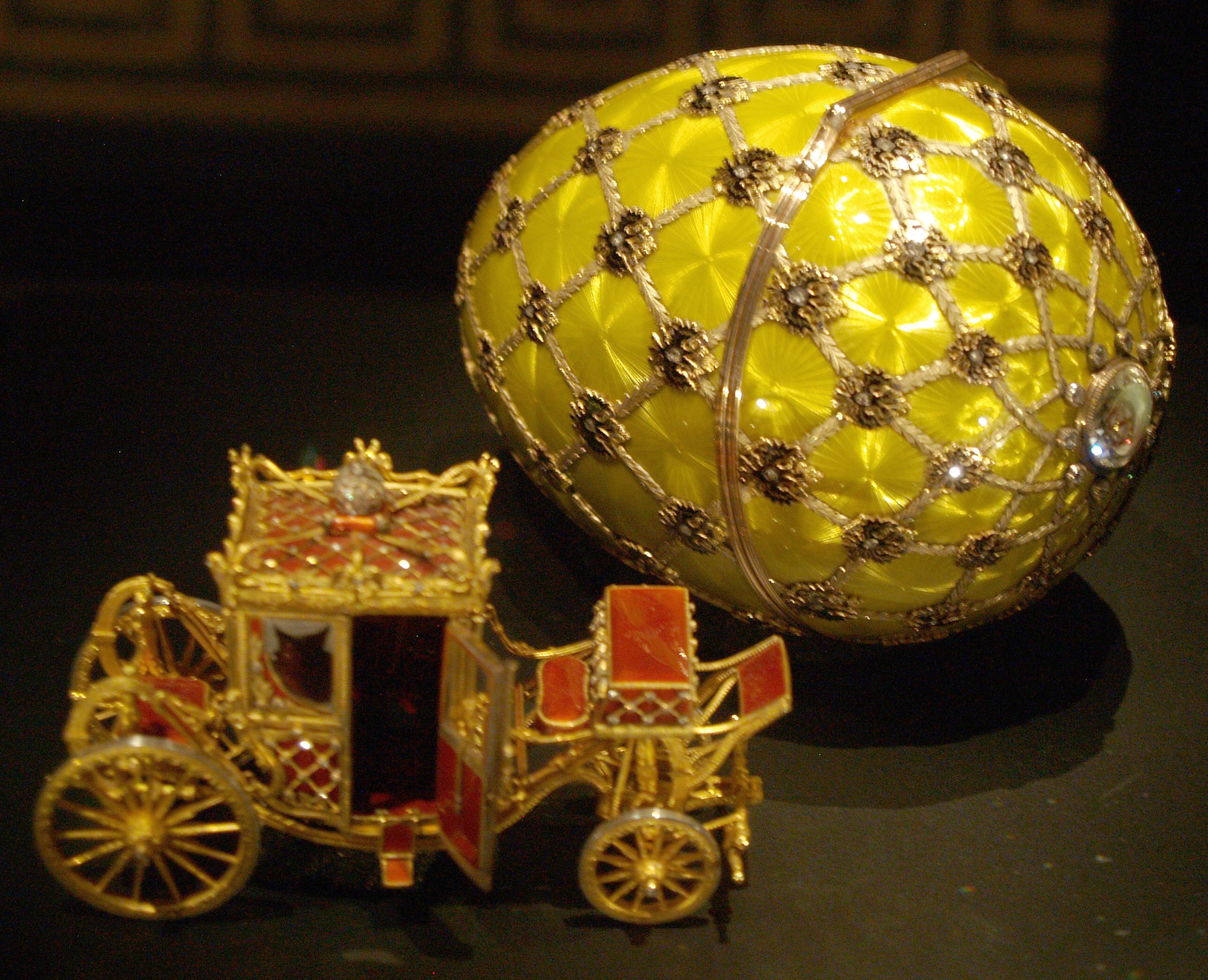
Krönungs-Ei (1897)
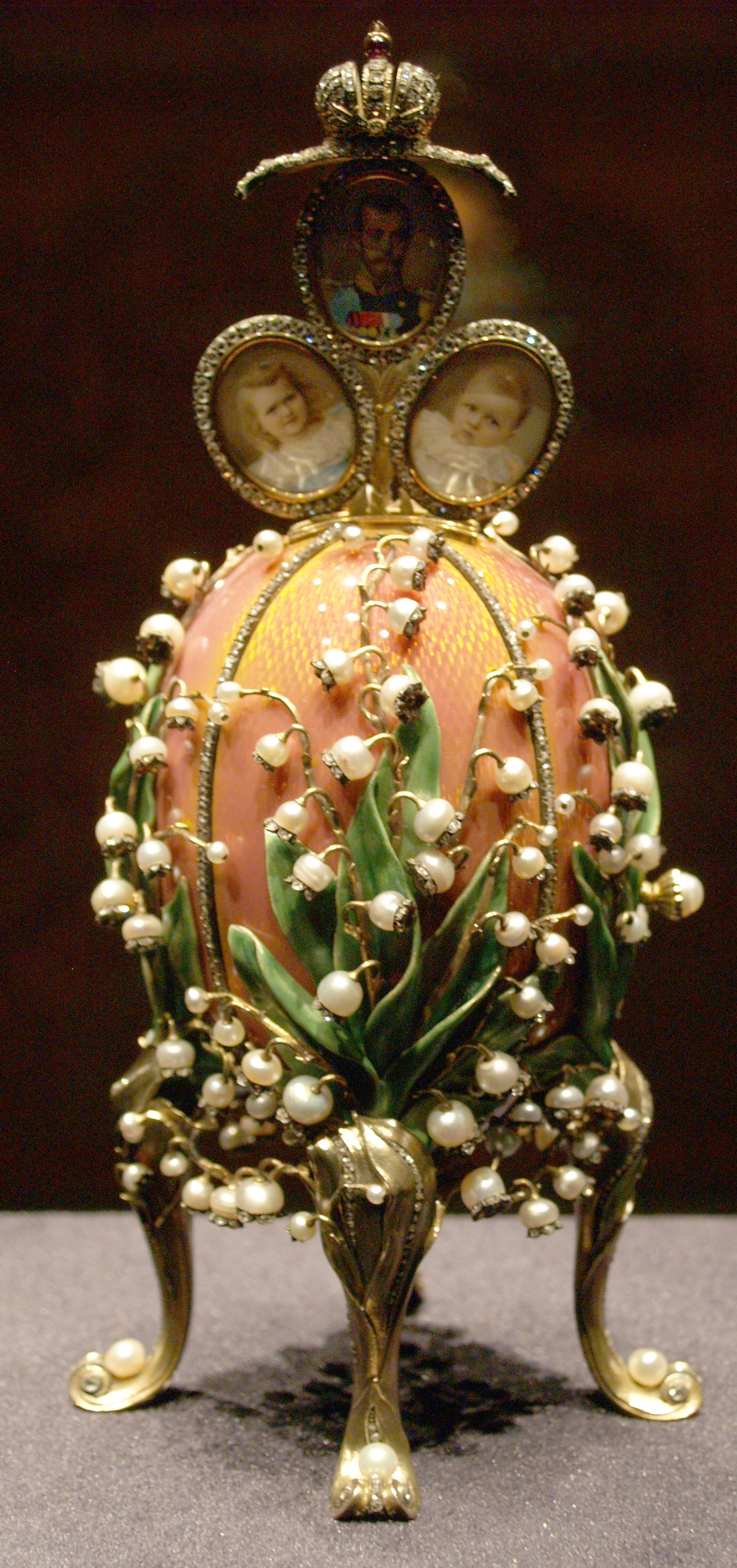
Maiglöckchen-Ei (1898)
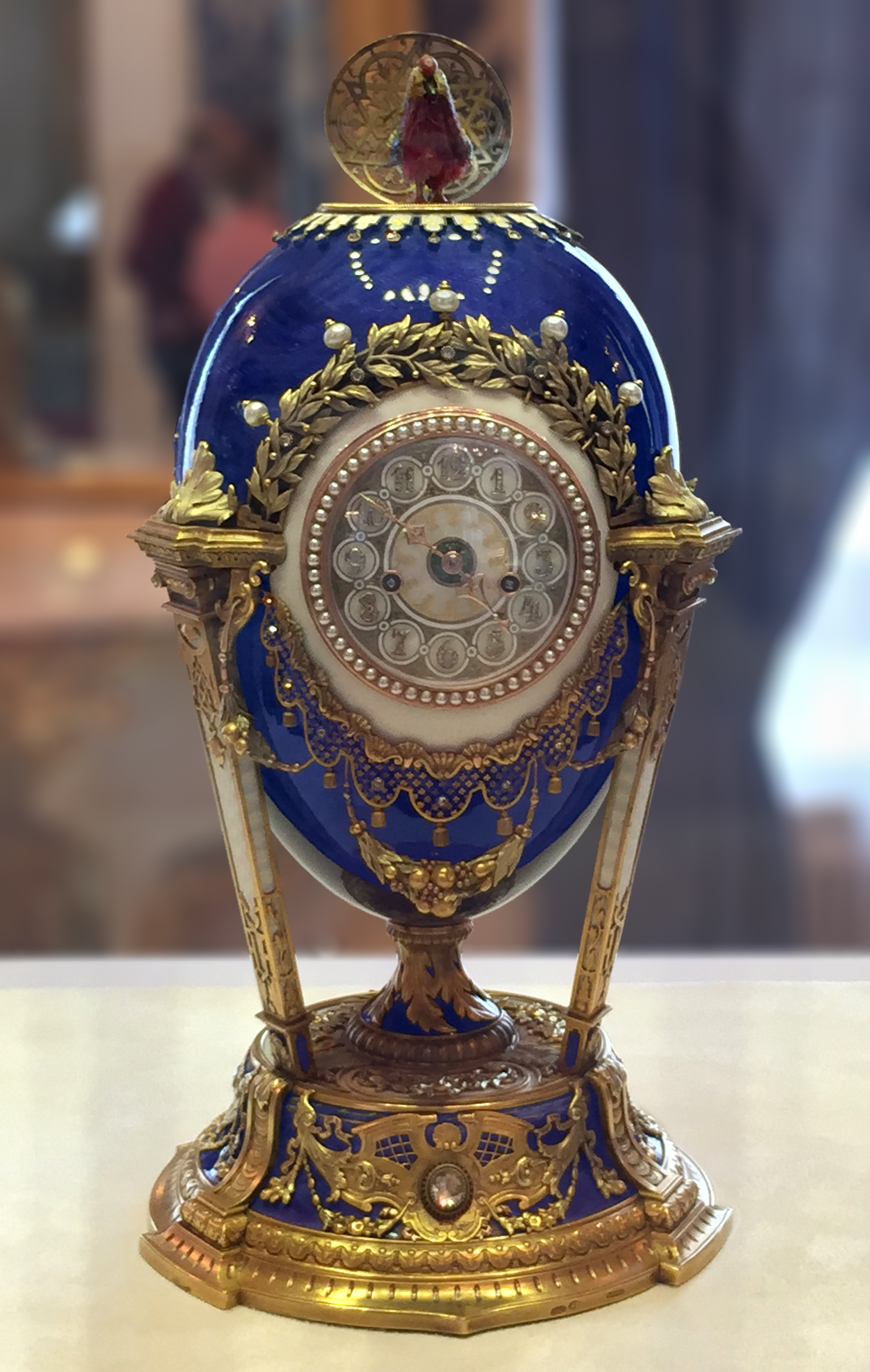
Kuckucks- oder Hahnen-Ei (1900)
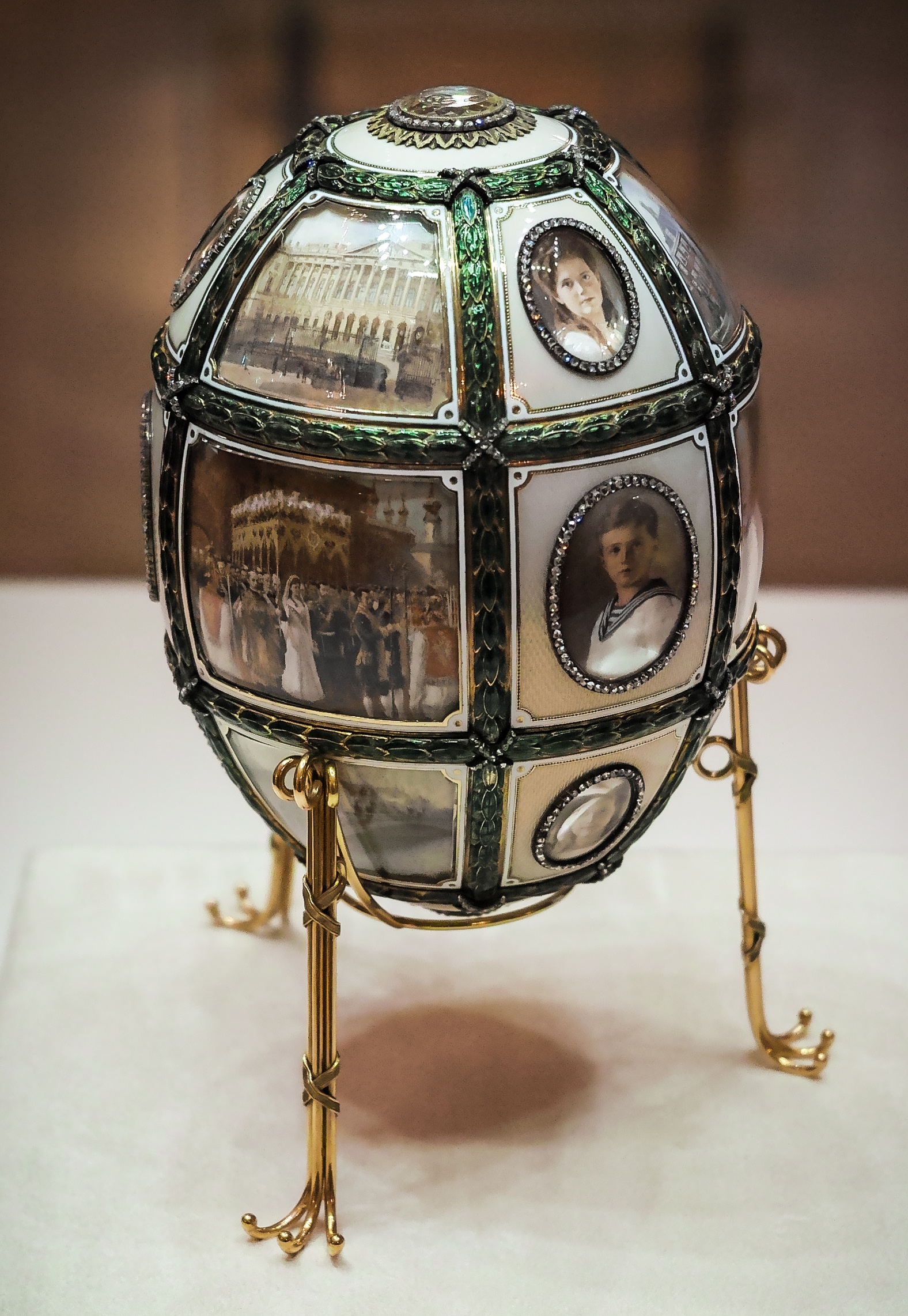
Ei zum 15. Thronjubiläum (1911)
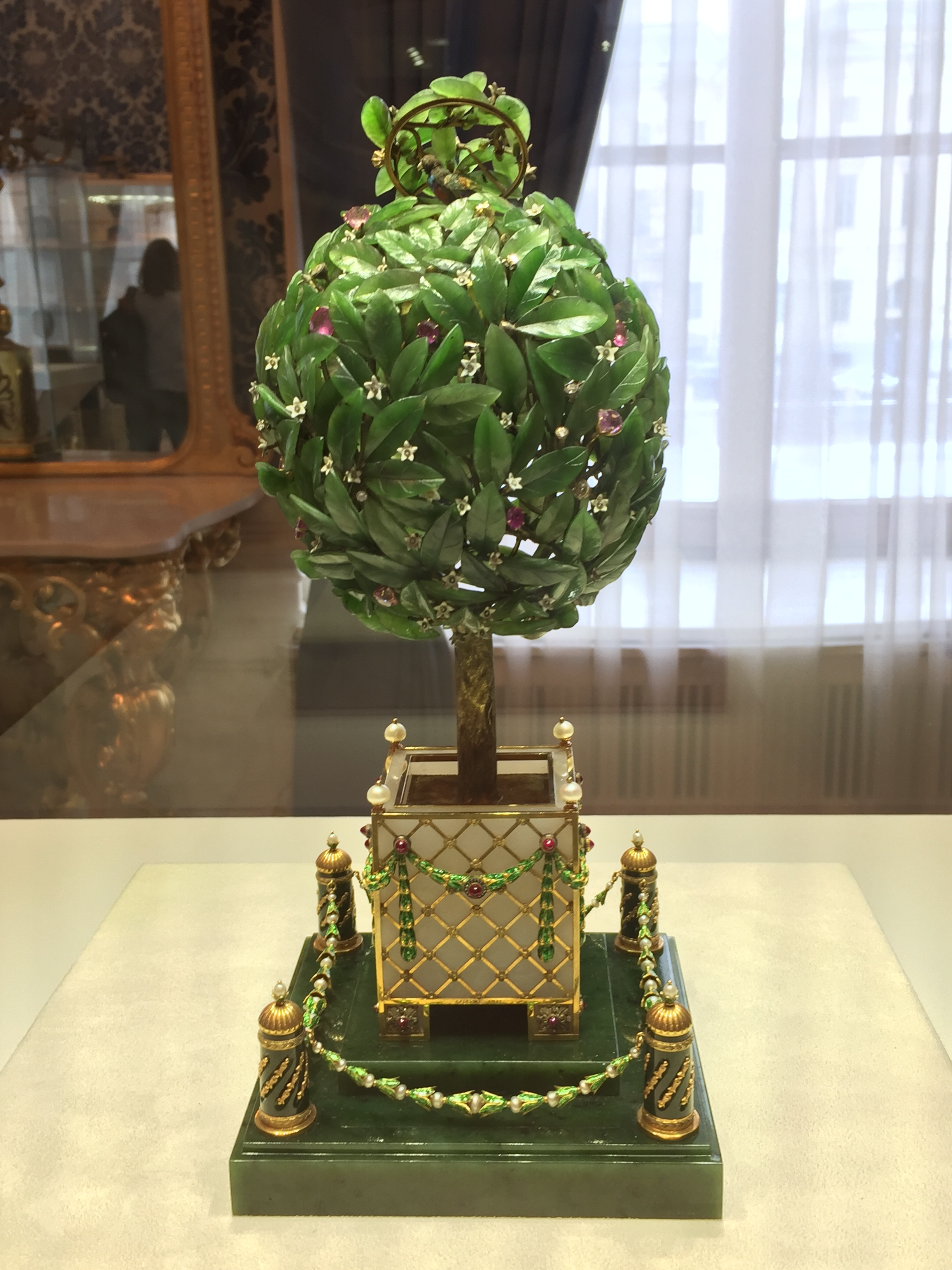
Orangenbaum-Ei / Lorbeerbaum-Ei (1911)
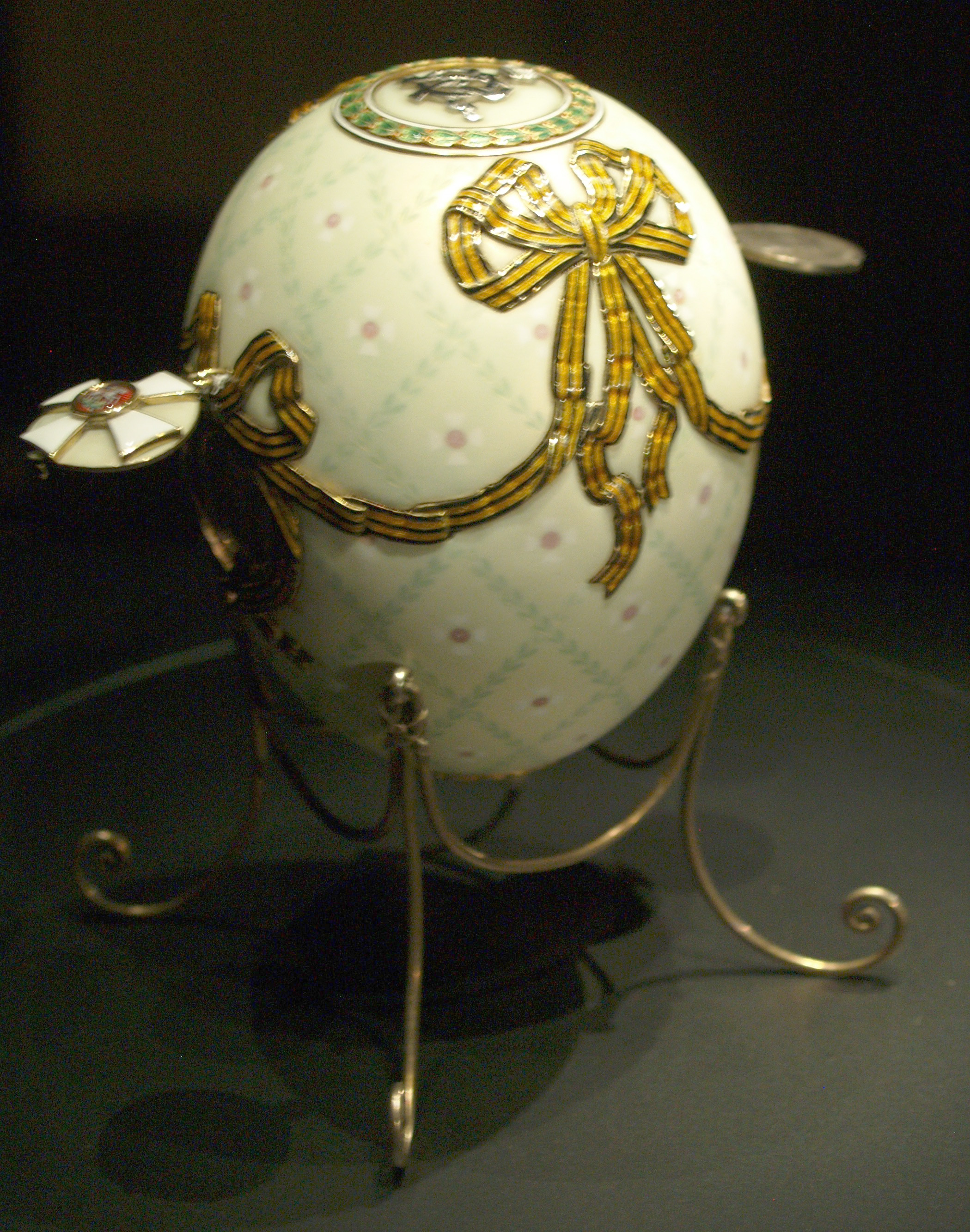
St.-Georgsorden-Ei (1916)

weitere Eier
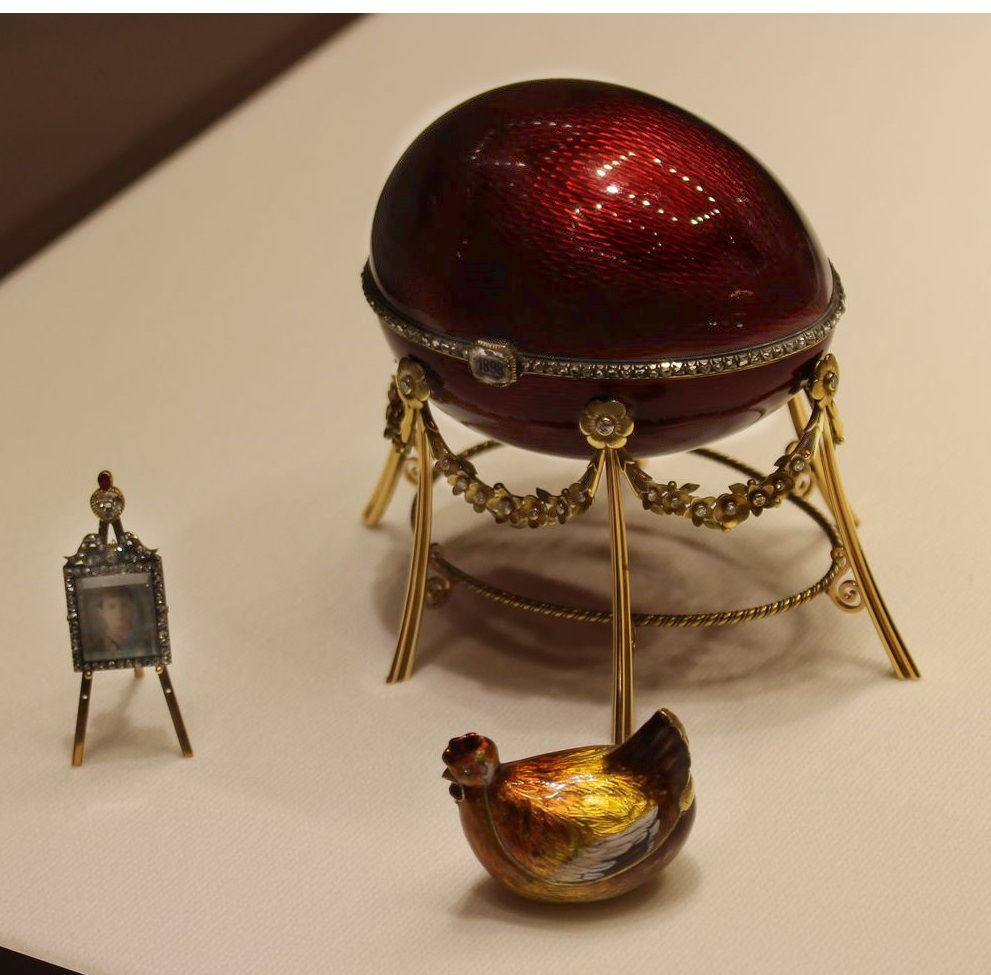
Hennen-Ei (Kelch-Ei, 1898)
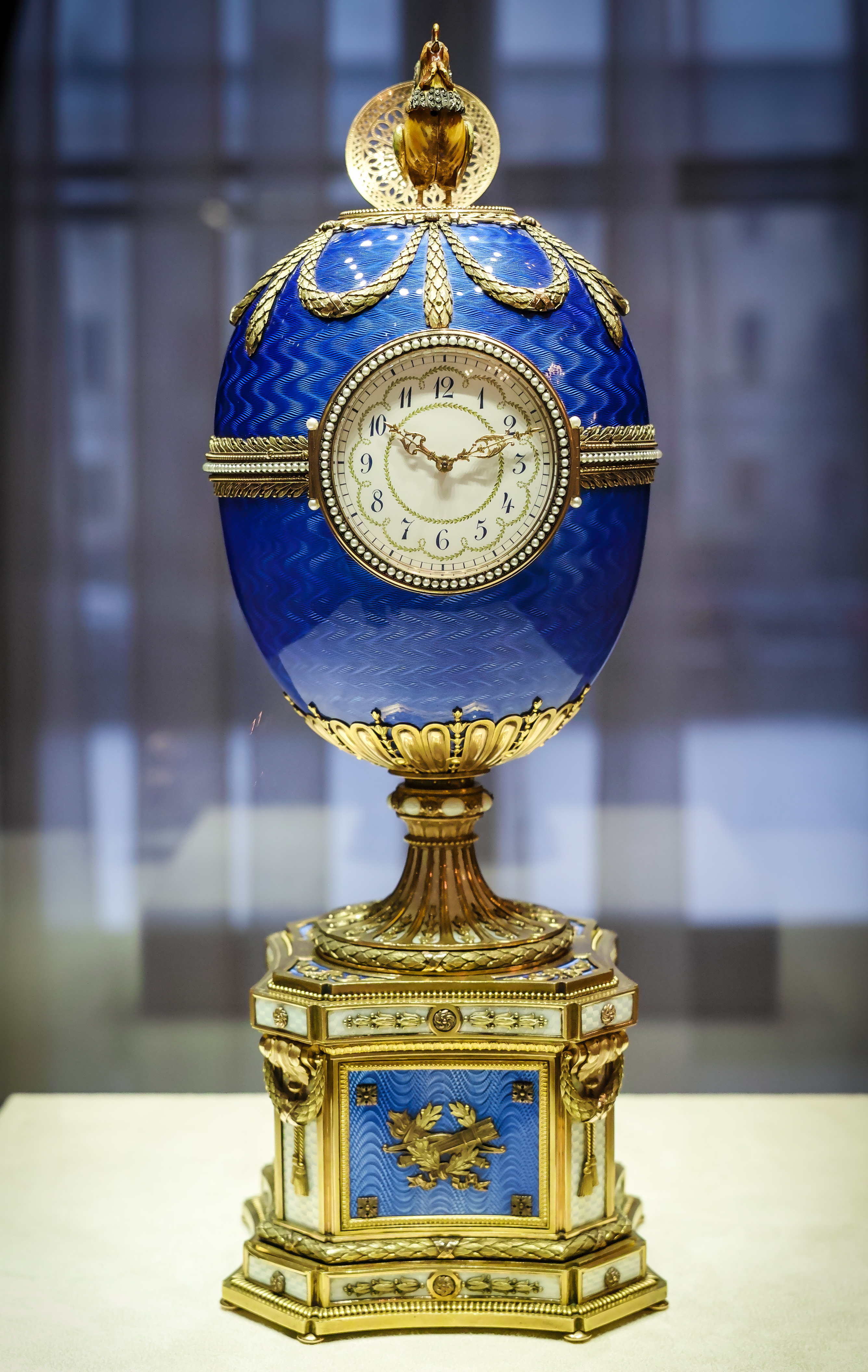
Hähnchen-Ei (Kelch-Ei, 1904)
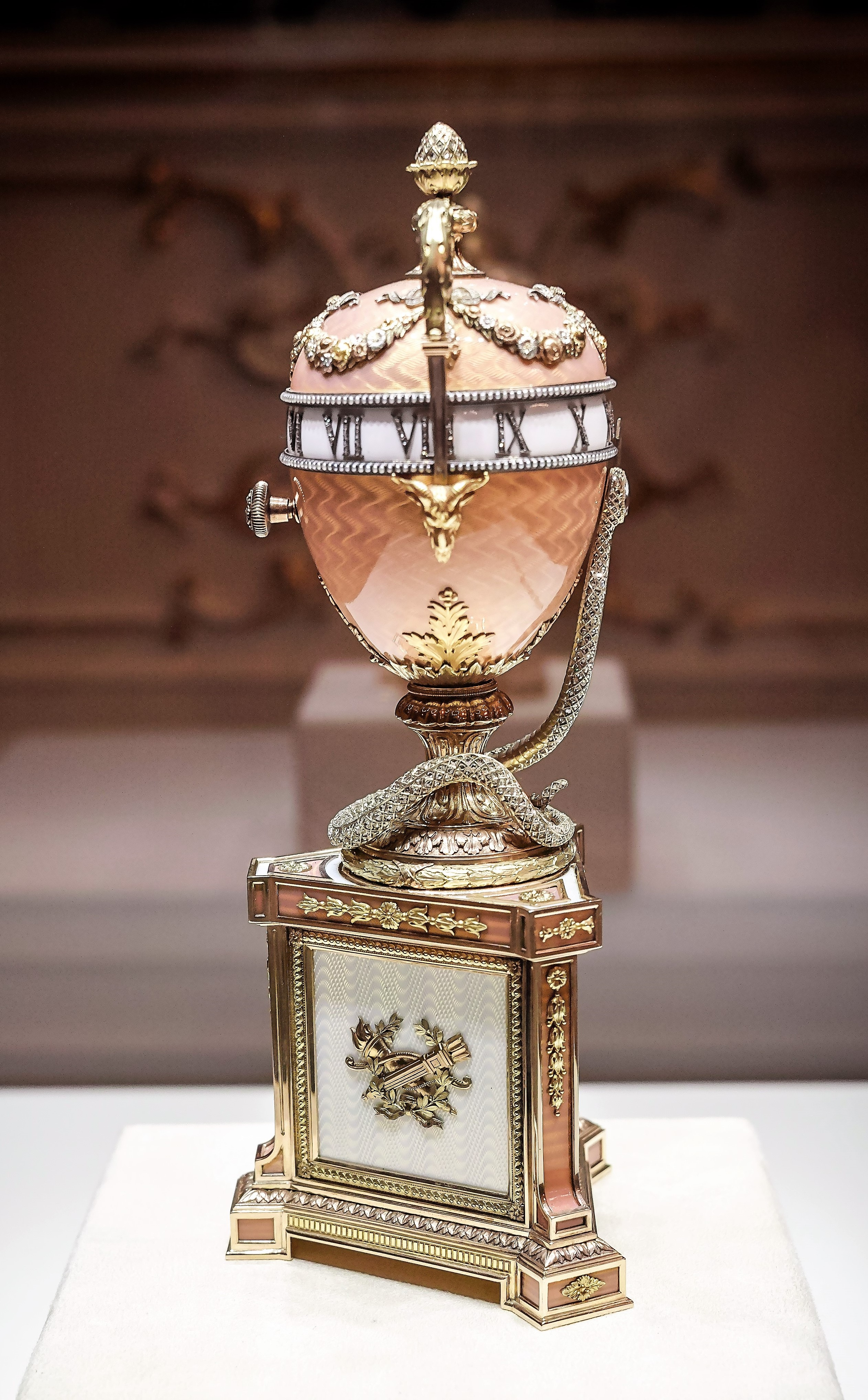
Marlborough-Ei („kaiserliche Qualität“), 1902
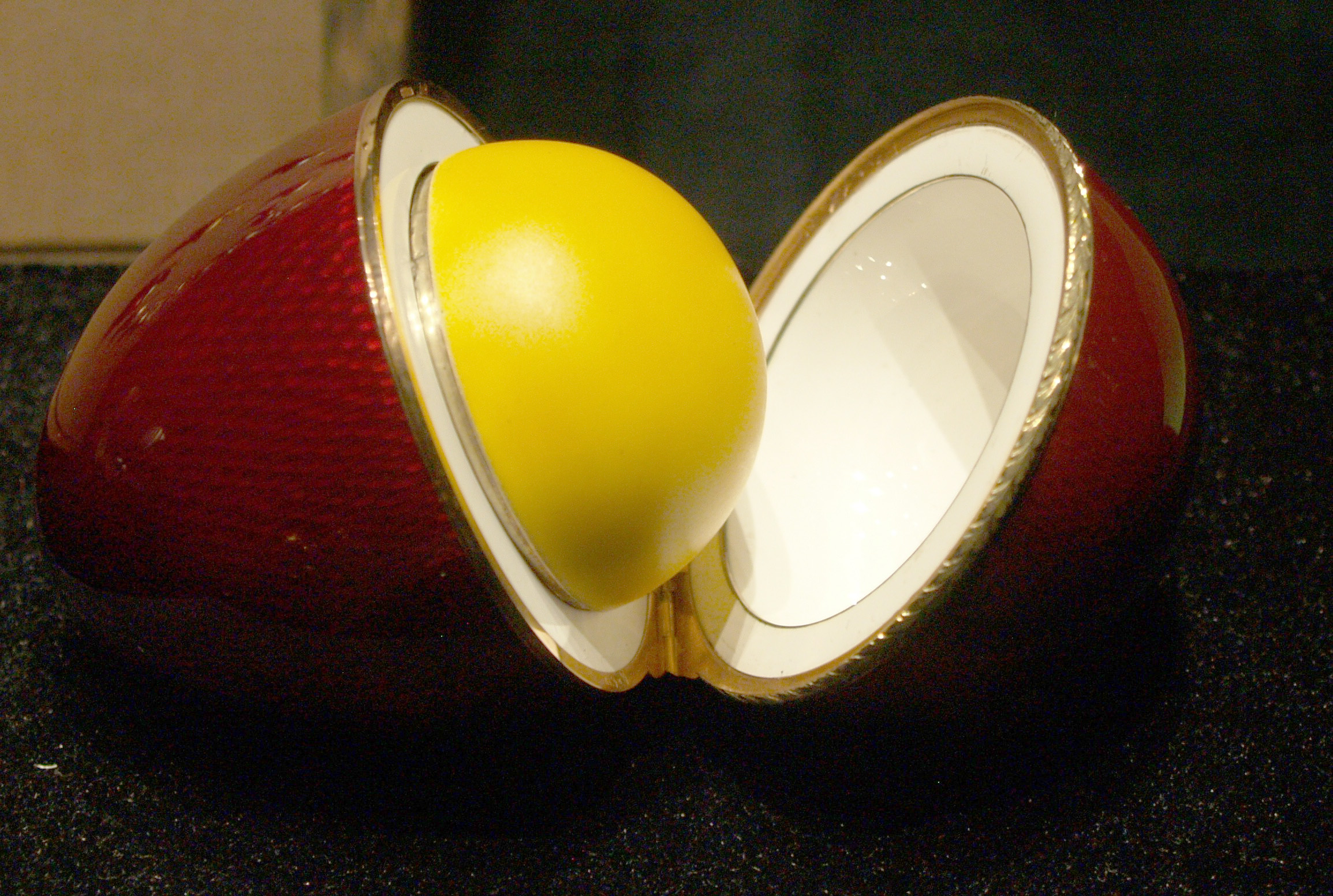
Skandinavisches Ei (1899–1903)
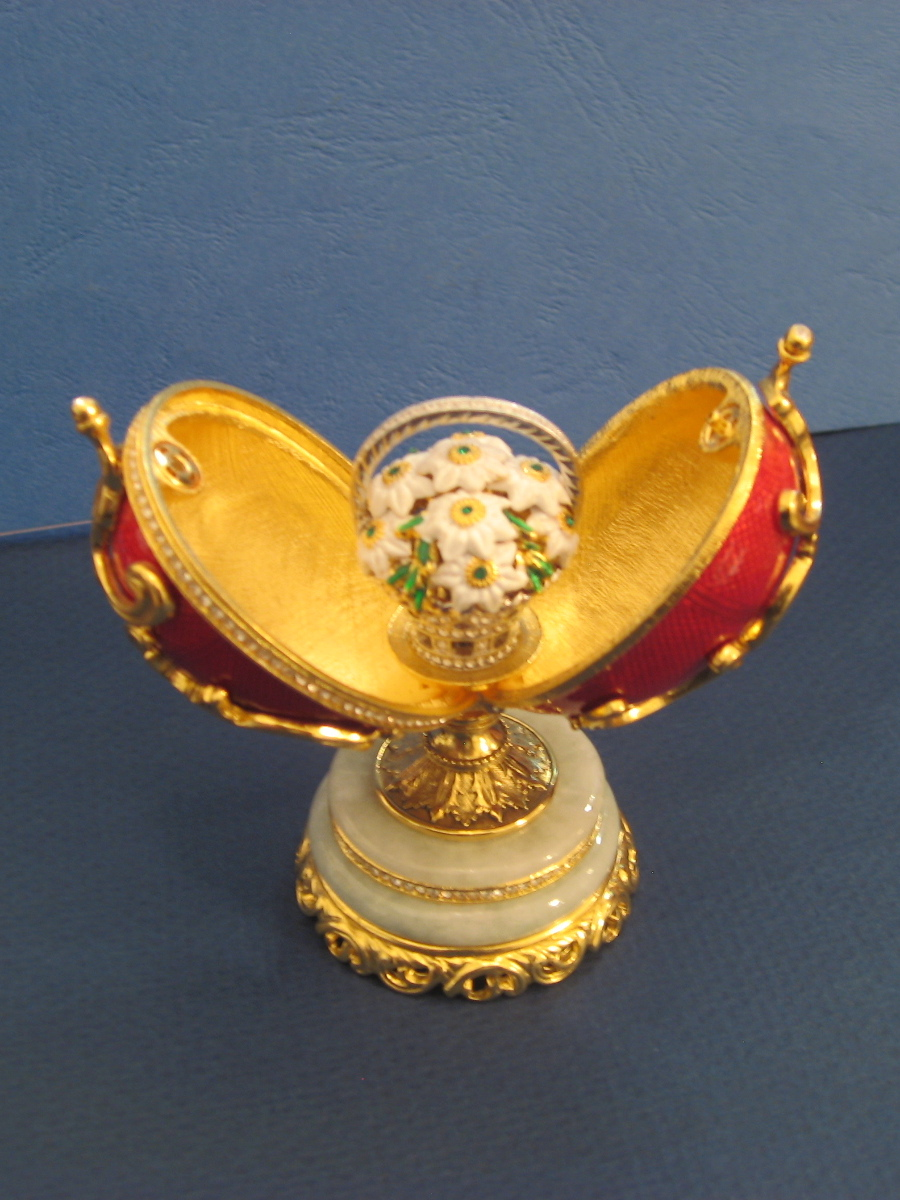
Frühlingsblumen-Ei (1890)